# غيل هوبكينز
غيل هوبكينز (بالإنجليزية: Gail Hopkins)‏ هو لاعب كرة قاعدة أمريكي، ولد في 19 فبراير 1943 في تلسا في الولايات المتحدة.

## وصلات خارجية
- غيل هوبكينز على موقع الدوري الياباني لكرة القاعدة (الإنجليزية)
- غيل هوبكينز على موقعبيزبول رفرنس.كوم (الدوري الرئيسي) (الإنجليزية)
- غيل هوبكينز على موقعبيزبول رفرنس.كوم (الدوري الثانوي) (الإنجليزية)
- غيل هوبكينز على موقع إي إس بي إن.كوم (أم.أل.بي) (الإنجليزية)
- غيل هوبكينز على موقع مشجعي الرسوم البيانية (الإنجليزية)
- غيل هوبكينز على موقع كلية كرة السلة في سبورتس رفرنس.كوم (الإنجليزية)